# 엄궁초등학교
엄궁초등학교는 대한민국 부산광역시 사상구 엄궁동에 있는 공립 초등학교이다.

## 학교 연혁
- 2024.01.05	제12회 엄궁푸른꿈오케스트라 정기연주회
- 2023.12.06	제3회 엄궁 푸른꿈 합창단 정기연주회
- 2011.05.15	엄궁 오케스트라 창단
- 1999.09.01	동궁초등학교 분리(20학급)
- 1980.05.27	엄궁국민학교 22교실 신축 준공 개교 (개교기념일)

## 참고 자료
- 엄궁초등학교 - 한국교육학술정보원 학교알리미